# Aleksander Graybner

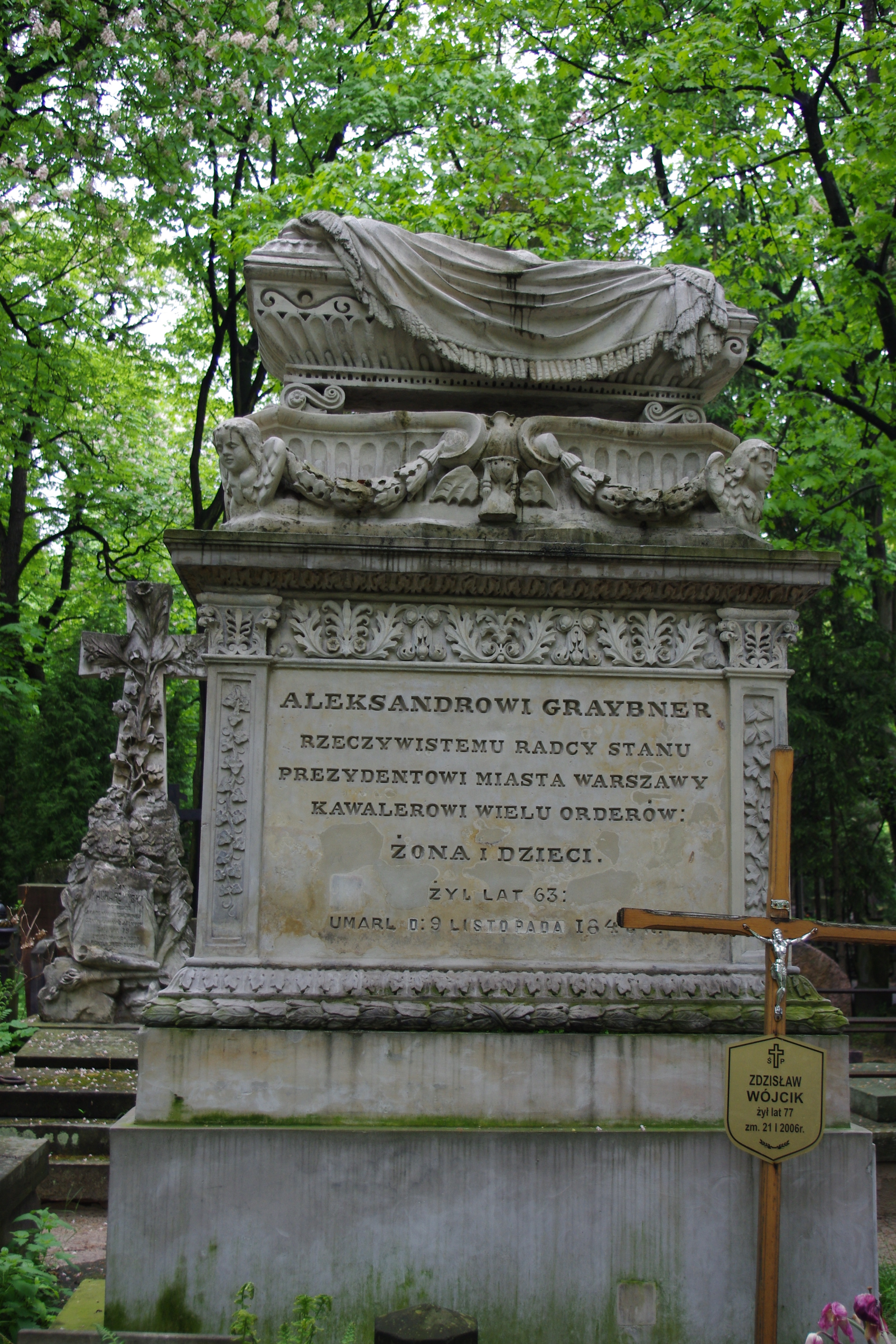
Grób Aleksandra Graybnera – prezydenta Warszawy na Starych Powązkach w Warszawie

Aleksander Józef Graybner herbu Lis (ur. 12 czerwca 1786 w Kocku, zm. 9 listopada 1847 w Warszawie) – prezydent Warszawy, nadzwyczajny referendarz stanu,  radca Głównej Izby Obrachunkowej.

## Życiorys
Był synem kapitana artylerii konnej i szambelanem króla Stanisława Augusta Poniatowskiego Jana Henryka Graybnera i Anny Marii z domu Reinschmitt. 
W Krakowie studiował prawo na Uniwersytecie Jagiellońskim. Na Uniwersytecie Wileńskim studiował fizykę, matematykę wyższą i stosowaną. Od 1807 pracował w administracji Księstwa Warszawskiego. Był urzędnikiem skarbowym. Od 1814 pracował u boku senatora Nikołaja Nowosilcowa. W latach 1834–1845 zatrudniony jako radca w Najwyższej Izbie Obrachunkowej, w latach 1834–1837 był członkiem z urzędu zasiadającym w Radzie Głównej Opiekuńczej. Dwukrotnie żonaty, najpierw z Franciszką Leonorą Koprowską (zm. 22 VIII 1824), potem z Anielą Stanisławską (zm. 25 XII 1882).
Od 1837 był prezydentem Warszawy (do 1840 p.o.). Był inicjatorem uporządkowania podatków i opłat miejskich. W mieście wybrukowano kilkadziesiąt ulic i ułożono chodniki. Za jego prezydentury zabroniono budować drewniane domy. Za rządów Graybnera został uporządkowany cmentarz Powązkowski. Kawaler Krzyża z gwiazdą św. Stanisława II klasy, Orderu św. Włodzimierza III klasy, Orderu św. Anny II klasy, ozdobiony Znakiem Nieskazitelnej Służby
Aleksander Józef Graybner zmarł 9 listopada 1847 i został pochowany na warszawskich Powązkach (kwatera 8-2-5/6).